# Crinum americanum
Crinum americanum L., é uma planta perene pertencente à família Amaryllidaceae. A espécie cresce preferencialmente em ambientes alagados como margens de rios, pântanos e zonas de inundação periódica.

## Distribuição Geográfica
C. americanum é nativa das áreas úmidas, alagadas, banhados e 
margens de corpos d'água das regiões tropicais e subtropicais do sudeste dos Estados Unidos, do Caribe e de partes da América Central e da América do Sul, principalmente na região costeira do oceano Atlântico.

## Morfologia
Crinum americanum é uma planta perene, de bulbo subterrâneo, alongado, continuado em um colo, folhas verde-claro nas duas faces, longas e lineares, de (44-70 x 2-4 cm), com margem foliar serrilhada de dentes minúsculos, dispostas em roseta basal. Inflorescência umbeliforme com flores bissexuais (2-5), eretas, sésseis, actinomorfas, em forma de cálice (hipocrateriformes), brancas a levemente rosadas, perfumadas, com tépalas iguais (6) entre si (7-10 x 0,5-0,7 cm) e 4 estames (6-7 cm) com filetes avermelhados. O fruto é uma cápsula contendo sementes relativamente grandes.

## Ecologia
Crinum americanum L. (Amaryllidaceae) está amplamente distribuída pelas regiões alagadas, pântanos e rios do litoral  atlântico americano e é frequentemente associada a áreas ecologicamente estressantes. Trata-se de uma espécie rústica, de rápido crescimento, resistente à salinidade e à inundação, com sementes flutuantes grandes e resistentes à salinidade e forte potencial alelopático.  A reprodução de Crinum pode ser sexuada,  pela polinização, feita principalmente por mariposas e outros insetos noturnos, produzindo uma grande quantidade de sementes, e não sexuada, através de rizomas, formando enormes touceiras. As interações ecológicas de C. americanus não são muito conhecidas, mas a espécie parece desempenhar um papel importante ao fornecer abrigo e alimento para alguns animais.Sua presença parece também contribuir para a estabilidade do solo em áreas úmidas como auxiliar no controle da erosão.

## Propriedades Medicinais
Em algumas culturas, espécies de Crinum são utilizadas na medicina tradicional para tratar inflamações, feridas e dores. Estudos fitoquímicos revelaram que espécies do gênero Crinum contém alcaloides do tipo crinamina, licorina e outros compostos com potencial bioativo. Embora hajam poucos estudos sobre C. americanum especificamente, as espécies do gênero são conhecidas por apresentar propriedades analgésicas, anti-inflamatórias e antitumorais. A licorina, por exemplo, tem sido estudada por suas atividades antivirais e antiproliferativas. No entanto, é importante ressaltar que esses compostos também são tóxicos em doses elevadas para os seres humanos, o que exige cautela em seu uso medicinal.